# سفين يندكفيست (كاتب)
سفين يندكفيست (بالسويدية: Sven Lindqvist)‏ هو صحفي وكاتب سويدي، ولد في 28 أبريل 1932 في ستوكهولم في السويد.

## وصلات خارجية
- الموقع الرسمي
- سفين يندكفيست على موقع الموسوعة البريطانية (الإنجليزية)